# Коллон, Франсиск
Франси́ск Колло́н (фр. Francisque Collomb; 19 декабря 1910, Сен-Рамбер-ан-Бюже — 24 июля 2009, Лион) — французский правоцентристский политик, мэр Лиона с 1976 по 1989 год.

## Биография
Франсиск Коллон родился в Сен-Рамбер-ан-Бюже, в 50 километрах к северо-востоку от Лиона. Он был младшим ребёнком в бедной многодетной семье. В 1920-х годах обучался в коллеже «Ламартин» в Белле. В 17-летнем возрасте отправился в Лион, где сперва перебивался случайными заработками, понемногу встал на ноги и в возрасте 35 лет приобрёл небольшую фирму под названием Chimicolor.

### Политическая карьера
На муниципальных выборах 1959 года избрался муниципальным советником, с 1965 года стал заместителем мэра 6-го округа Лиона. В 1968 году избран в Сенат Франции, в том же году стал членом совета недавно созданного Городского сообщества Лиона. С 1971 года — заместитель мэра Лиона по экономическим вопросам.
5 декабря 1976 года, через несколько дней после смерти мэра Лиона Луи Праделя, муниципальный совет избрал Франсиска Коллона новым мэром. В тот же год он стал президентом Городского сообщества Лиона. В марте 1977 года Коллон подтвердил свои полномочия, победив на муниципальных выборах, и оставался мэром города на протяжении более двенадцати лет. За время правления Франсиска Коллона в Лионе были реализованы многочисленные проекты: построены новый мост через Рону вблизи парка Тет д’ Ор, новый железнодорожный вокзал «Лион-Пар-Дьё», выставочный центр Eurexpo, жилой и деловой квартал Сите-Интернасьональ, продолжилось строительство метро, в город переехали штаб-квартира Интерпола и закупочный офис SNCF, было начато строительство Большой лионской мечети.
В 1979 году избран депутатом Европарламента, но не стал повторно выставлять свою кандидатуру на следующих выборах 1984 года. В 1989 году проиграл муниципальные выборы Мишелю Нуару и был вынужден покинуть пост мэра Лиона после трёх сроков, однако Нуар дал Коллону «утешительную» должность почётного мэра. В 1995 году не стал выставлять свою кандидатуру в Сенат, в котором он заседал начиная с 1968 года.
Франсиск Коллон скончался 24 июля 2009 года в возрасте 98 лет.

## Награды
Офицер ордена Почётного легиона (2004).